# 新胡托尔诺耶农村居民点
新胡托尔诺耶农村居民点（俄语：Новохуторное сельское поселение）是俄罗斯联邦别尔哥罗德州赤卫军区所属的一个农村居民点。其下辖有3个居民点，行政中心为新胡托尔诺耶。据2016年统计，该农村居民点的人口为806人。